# The Troublesome Mole
The Troublesome Mole è un cortometraggio muto del 1913 diretto da Eddie Dillon (Edward Dillon)

## Produzione
Il film fu prodotto dalla Biograph Company.

## Distribuzione
Distribuito dalla General Film Company, il film - un cortometraggio di 150 metri - uscì nelle sale cinematografiche USA l'11 dicembre 1913.
Nelle proiezioni, veniva programmato con il sistema dello split reel, accorpato in un'unica bobina con un altro cortometraggio prodotto dalla Biograph, la commedia A Foul and Fearful Plot.
Non si conoscono copie ancora esistenti della pellicola che viene considerata presumibilmente perduta.